# Total War Saga: Troy
Total War Saga: Troy è un videogioco di tipo strategico con elementi di tattica in tempo reale e arcade, sviluppato dalla Creative Assembly Sofia e pubblicato dalla SEGA. Il gioco, disponibile per Windows il 13 agosto 2020, è il quattordicesimo titolo in totale della serie Total War (e il secondo di Total War Saga, dopo Thrones of Britannia). 

## Modalità di gioco
In maniera simile a tutti gli altri predecessori, il gioco, ambientato nell'Età del bronzo, durante la guerra di Troia, e che si estende fino alla civiltà egea, possiede anche diverse caratteristiche virtualmente inedite nella saga:
- Per poter combattere non è più sufficiente muovere gli eserciti e basta: vanno riforniti anche di legno, bronzo e cibo.
- Ora esistono i favori divini, necessari per appagare gli dei Era, Zeus, Ares, Apollo, Atena, Poseidone e Afrodite, in quanto è possibile stabilire dei rapporti con loro nel corso del gioco; nel caso gli dei siano abbastanza soddisfatti, il giocatore riceverà dei bonus nelle battaglie.[2]
- Il gioco presenta il sistema degli Eroi già presente in Three Kingdoms, ognuno dei quali è equipaggiato con armi, abilità, unità e posizioni strategiche speciali sulla mappa.
- Per la prima volta si utilizzeranno unità mitiche come guerrieri ispirati a ciclopi, minotauri e centauri.
- Oltre alle spie, il giocatore può usare anche i sacerdoti per infiltrarsi nelle città ostili.[3]

La modalità multigiocatore, in grado di supportare fino a 8 giocatori, è stata introdotta il 26 novembre 2020.

## Fazioni ed eroi
Le fazioni giocabili nel gioco standard sono otto:
| Fazioni troiane    | Fazioni achee       |
| ------------------ | ------------------- |
| Troia (Ettore)     | Ftia (Achille)      |
| Troia (Paride)     | Sparta (Menelao)    |
| Licia (Sarpedonte) | Micene (Agamennone) |
| Dardania (Enea)    | Itaca (Odisseo)     |

A queste si aggiungono altre due fazioni, le Amazzoni di Ippolita e quelle di Pentesilea, pubblicate come DLC a settembre 2020, disponibile gratuitamente per i giocatori che hanno connesso i loro account Epic Games e Total War Access. Il 17 settembre 2020, sul canale YouTube di Total War, è stata annunciata l'uscita del DLC, pubblicato una settimana dopo. Il 28 gennaio 2021 è stato pubblicato un DLC che consente di giocare con Salamina (Aiace Telamonio) e Argo (Diomede). Il 1º dicembre dello stesso anno è uscito il trailer sul nuovo DLC, uscito il 14 dicembre, che include due nuovi fazioni e relativi eroi: Reso di Tracia e Memnone d'Etiopia.

## Sviluppo
Troy come per il suo predecessore, è stato ideato per essere un gioco breve ma più focalizzato, la sua portata è stata ridotta ad un'epoca storica invece di un'era. La casa di sviluppo del gioco è Creative Assembly Sofia in Bulgaria, sussidiaria di The Creative Assembly, lo sviluppo del gioco ha richiesto circa due anni e nove mesi per essere ultimato. Secondo la game director del gioco Maya Georgieva, l'Età del bronzo era un ambiente molto difficile su cui lavorare a causa della mancanza di documenti storici dettagliati e fonti attendibili. Di conseguenza, il team di sviluppo ha dovuto ricorrere alla mitologia greca, in particolare all'antico poema epico dell'Iliade per riempire i dettagli storici mancanti. Nonostante gli elementi mitici, il team ha cercato di mantenere il gioco il più storicamente accurato. Georgieva disse: "la verità dietro il mito", gli sviluppatori assecondarono questa frase verso "spiegazioni probabili per i miti e le leggende per completare la storia". Ad esempio, il cavallo di Troia avrebbe assunto più significati: un terremoto, un'arma d'assedio, oppure un'enorme struttura di legno invece del classico cavallo.
Total War Saga: Troy è stato annunciato dall'editore SEGA il 19 settembre 2019. È stato pubblicato il 13 agosto 2020 per Microsoft Windows tramite l'Epic Games Store, come esclusiva per un anno, successivamente nel 2021 verrà pubblicato anche su Steam. The Creative Assembly in seguito ha confermato del suo accordo con Epic Games e ha aggiunto che non aveva alcuna intenzione di rendere i futuri giochi della serie Total War esclusive per una singola piattaforma di distribuzione digitale. Con questa mossa infatti Creative Assembly sperava di far approcciare al franchise un pubblico più ampio.
The Creative Assembly e Epic Games stanno lavorando insieme per integrare il supporto delle mod ai giocatori.
Il 2 settembre 2021 il videogioco è stato pubblicato anche sulla piattaforma Steam. In tale occasione, è stato reso disponibile anche Mythos, un DLC che aggiunge una modalità di gioco comprendente creature mitologiche quali l'Idra, il Grifone e Cerbero, oltre a centauri, arpie e ciclopi.

## Accoglienza
| Testata                         | Giudizio |
| ------------------------------- | -------- |
| Metacritic (media al 18-8-2020) | 75/100   |
| Destructoid                     | 7.5/10   |
| IGN                             | 8/10     |
| PC Gamer                        | 75/100   |
| VentureBeat                     | 80/100   |

Il gioco nel suo giorno di lancio poteva essere riscattato gratuitamente per le prime 24 ore. Nella prima ora di lancio, su Twitter è stato comunicato dalla pagina ufficiale del gioco che più di un milione di persone avevano riscattato il gioco. mentre a fine giornata il gioco è stato riscattato complessivamente da 7,5 milioni di persone circa.
Sul sito web aggregatore di recensioni Metacritic, il gioco ha ottenuto un punteggio medio di 75 su 100, basandosi su 50 recensioni.